# Berlínské spiknutí
Berlínské spiknutí (v anglickém originále The Good German) je americký dramatický film z roku 2006. Režisérem filmu je Steven Soderbergh. Hlavní role ve filmu ztvárnili George Clooney, Cate Blanchett, Tobey Maguire, Beau Bridges a Tony Curran.

## Ocenění
Thomas Newman byl za hudbu k tomuto filmu nominován na Oscara, cenu ale nezískal.

## Obsazení
| George Clooney   | Jacob Geismer      |
| Cate Blanchett   | Lena Brandt        |
| Tobey Maguire    | Patrick Tully      |
| Beau Bridges     | Muller             |
| Tony Curran      | Danny              |
| Leland Orser     | Bernie Teitel      |
| Jack Thompson    | kongresman Breimer |
| Robin Weigert    | Hannelore          |
| Christian Oliver | Emil Brandt        |